# (12407) Riccardi
(12407) Riccardi (1995 SC2) – planetoida z pasa głównego asteroid okrążająca Słońce w ciągu 3,73 lat w średniej odległości 2,4 j.a. Odkryta 23 września 1995 roku.